# Beach Fossils
Beach Fossils es una banda estadounidense de indie rock formada en 2009 en la ciudad de Brooklyn, Nueva York. Actualmente, el grupo está formado por Dustin Payseur, Jack Doyle Smith y Tommy Davidson. Son conocidos por su lo-fi, el sonido atmosférico y el estilo vocal de Payseur.

## Historia
Formada en 2009, surgió con el objetivo originalmente de expandir un proyecto en solitario de Dustin Payseur. Ese mismo año, el bajista John Peña y el guitarrista Christopher Burke fueron reclutados a la banda, seguidos por Zachary Cole Smith en la batería. En febrero de 2010,  lanzaron su primer sencillo titulado "Daydream" y "Desert Sand", bajo el sello discográfico Captured Tracks. En mayo de 2010, lanzan su álbum debut Beach Fossils, el cual recibió críticas favorables.
En 2010 Christopher Burke dejó la banda, seguido por John Peña en 2011, quien fue reemplazado por Jack Doyle Smith. Peña formó Heavenly Beat, y Cole Smith se fue para su proyecto en solitario, DIIV. Tommy Gardner intervino mientras el baterista y Tommy Davidson se unieron a la guitarra para completar su formación. 
A principios de 2013, se lanzó Clash the Truth, su segundo álbum de estudio alcanzando su punto máximo en el número 40 de la tabla de álbumes independientes.
El 2 de junio de 2017, la banda lanzó su tercer disco de estudio denominado Somersault, el mismo fue su primer lanzamiento bajo el sello discográfico Bayonet Records, cuyos dueños son el líder de la banda, Dustin Payseur, y su esposa Katie García.
El 2 de junio de 2023, salía a la venta su cuarto álbum titulado Bunny, también a través de Bayonet Records. El disco fue producido y grabado por el mismo Payseur junto al productor Lars Stalfors. El lanzamiento fue precedido por el sencillo "Don't Fade Away", del que se adelantó también en marzo de ese año un videoclip dirigido por Kevin Clark.

## Discografía

### Álbumes de estudio
- 2010: Beach Fossils
- 2013: Clash the Truth
- 2017: Somersault[3]
- 2023: Bunny

### EP
- 2011: What a Pleasure

### Sencillos
- 2010: "Daydream"
- 2010: "Face It"
- 2012: "Careless"
- 2012: "Shallow"
- 2017: "Sugar"
- 2018: "Agony"
- 2023: "Don't Fade Away"